# Estilo policoral veneciano

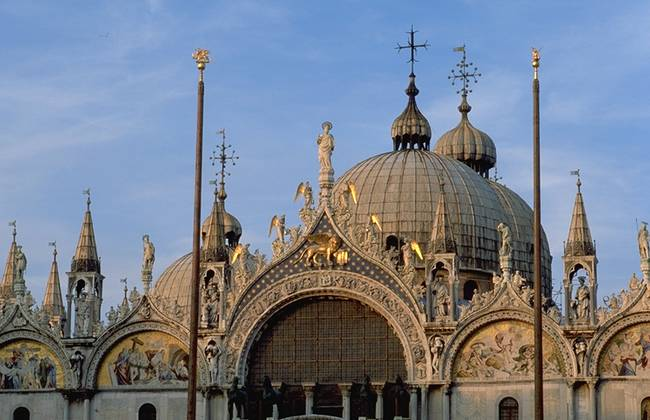
San Marcos al atardecer. El interior espacioso y resonante de este edificio fue inspiración para el desarrollo de este estilo musical.

El estilo policoral veneciano fue un tipo de música de fines del Renacimiento y principios del Barroco que involucraba coros o conjuntos de instrumentos separados espacialmente, tocando en forma alternada. Representó un cambio importante sobre la música polifónica imperante que se componía a mediados del período renacentista, constituyendo uno de los desarrollos estilísticos que llevaron directamente a lo que hoy conocemos como estilo barroco. Una forma habitual de nombrar a estos conjuntos es cori spezzati: literalmente, coros separados.

## Historia
El estilo surgió de las particularidades arquitectónicas de la basílica de San Marcos de Venecia. Advertidos de la asincronía entre los sonidos a raíz de la distancia entre los coros de la basílica, los compositores comenzaron a usar el fenómeno acústico como ventaja para generar efectos especiales. Dada la dificultad para coordinar coros separados de forma que cantaran la misma música simultáneamente, compositores como Adrian Willaert, maestro di capella en la década de 1540, resolvieron el problema escribiendo música antifonal en la que los coros opuestos cantaban en forma sucesiva: el efecto estéreo mostró su popularidad, y pronto otros compositores estaban imitando la idea, no sólo en San Marcos sino en otras grandes catedrales italianas. 
Fue este un caso raro pero interesante de peculiaridad arquitectónica de un edificio influyendo el desarrollo de un estilo musical que no solamente se tornó popular en toda Europa, sino que además definió en parte el salto del Renacimiento al Barroco. La idea de diferentes conjuntos interpretando en alternancia evolucionó gradualmente al concertato, que en sus distintas manifestaciones vocales e instrumentales condujeron a la cantata coral, el concerto grosso y la sonata[cita requerida]. 
La cumbre en el desarrollo del estilo se dio durante las décadas de 1580 y 1590, mientras Giovanni Gabrieli era organista de San Marcos, y su principal compositor, cuando aún Gioseffo Zarlino era maestro di cappella. Gabrieli fue el primero en especificar explícitamente instrumentos, incluyendo grandes conjuntos de bronces, y en agregar indicaciones dinámicas. El éxito y la sonoridad de estas obras repercutió en los compositores alemanes y hasta en las misas escritas en España por Tomás Luis de Victoria[cita requerida].

## Compositores representativos
- Adrian Willaert
- Orlando di lasso
- Gioseffo Zarlino
- Claudio Merulo
- Giovanni Gabrieli
- Andrea Gabrieli
- Claudio Monteverdi
- Hans Leo Hassler
- Heinrich Schütz

## Ejemplos del estilo
- Adrian Willaert, salmi spezzati
- Andrea Gabrieli, Psalmi Davidici
- Giovanni Gabrieli, sacrae symphoniae
  - In Ecclesiis
  - Sonata pian' e forte
- Heinrich Schütz, Psalmen Davids 1619